# Iguana iguana
La iguana verde, también conocida como iguana común  (Iguana iguana) es una especie de la familia Iguanidae. Es un gran lagarto arbóreo. Mide hasta 2 m de longitud de cabeza a cola. Los machos alcanzan entre 30 y 40 cm de longitud hocico-cloaca, las hembras cerca de 10 cm menos que los machos; cola extremadamente larga y algo aplanada lateralmente. Llega a pesar más de 15 kg. Pertenece al grupo mayor y de más complicado diseño de los saurios del Nuevo Mundo, al que pertenecen la mayoría de las especies. Cabeza angosta, hocico redondeado en vista dorsal y truncado en vista lateral; ojos  grandes con pupilas verticalmente elípticas; brazos robustos y poderosos con dedos provistos de uñas muy fuertes; pliegue gular conspicuamente grande en machos adultos y con escamas triangulares en bordes dando apariencia de sierra. En la base de la cabeza inicia una fila de escamas anchas y alargadas que se prolonga en la parte medio dorsal sobre cuerpo y cola. A los lados de la cabeza, presenta un escudo circular alargado. Comúnmente con tubérculos de espinas alargadas a los lados del cuello. Cambian de color dependiendo la edad.
Se encuentra desde México hasta Brasil y el Pantanal del Paraguay, también en islas del Caribe y de manera asilvestrada en Florida (Estados Unidos). En México, la especie se distribuye en la vertiente del Pacífico, principalmente de Sinaloa a Chiapas; actualmente se cuenta con algunos registros para el estado de Sonora. En la vertiente del Atlántico se le encuentra desde Veracruz hasta la península de Yucatán. También se le ha observado en Ciudad de México y en Morelos. Habita selvas tropicales y manglares, en menor grado áreas áridas y semiáridas. Prefiere clima cálido o muy cálido y húmedo o subhúmedo. Se encuentra desde 0 hasta cerca de los 1000 m s. n. m.
La NOM-059-SEMARNAT-2010 considera a la especie como sujeta a protección especial; la UICN2019-1 como de preocupación menor. Se destaca la actividad humana como principal amenaza para la especie; en algunas poblaciones se da una reducción de sus individuos y de su rango de distribución por la sobreexplotación, extracción de la especie y sus huevos para consumo humano y destrucción de grandes áreas boscosas.

## Características

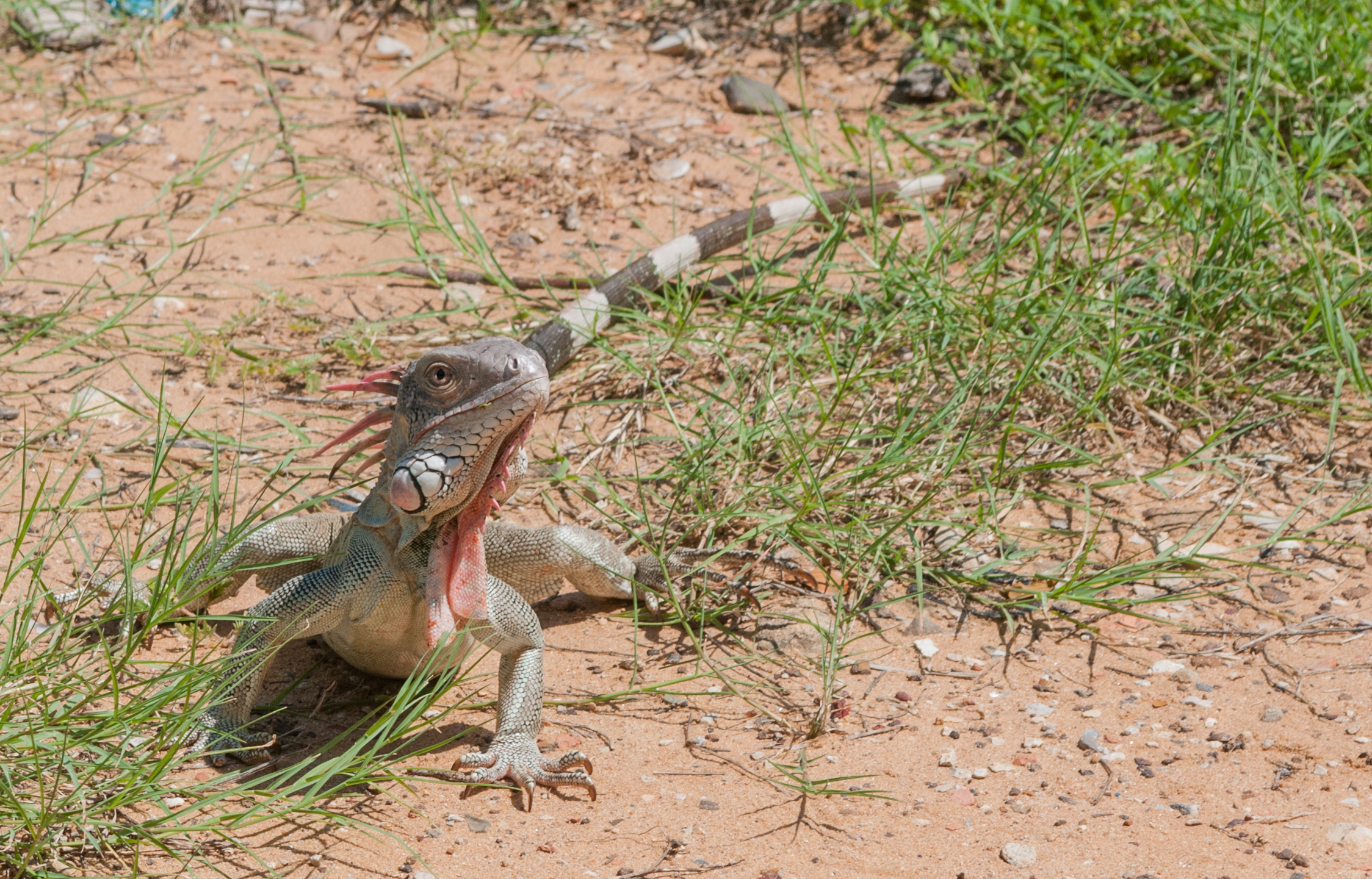
Una iguana en ambiente natural, en Maracaibo, Estado Zulia.

Pueden medir hasta 2 metros. Son herbívoros y se reproducen por medio de huevos, que son colocados bajo tierra durante el mes de febrero (verano austral). Alcanzan la madurez sexual a los 16 meses de edad, pero son consideradas adultas a los 36 meses, cuando miden 70 cm de largo.
El color verde de su piel les permite confundirse perfectamente con la vegetación que hay en su entorno. Su piel está recubierta de pequeñas escamas; tienen una cresta dorsal que recorre desde su cabeza hasta su cola, esta es muy vistosa en los machos.
Todas las iguanas tienen patas muy cortas y cinco dedos en cada pata, acabados en garras muy afiladas. Su cola es larga y delgada y está bordeada por una hilera de afiladas escamas dorsales. Este animal a veces emite resoplidos.    

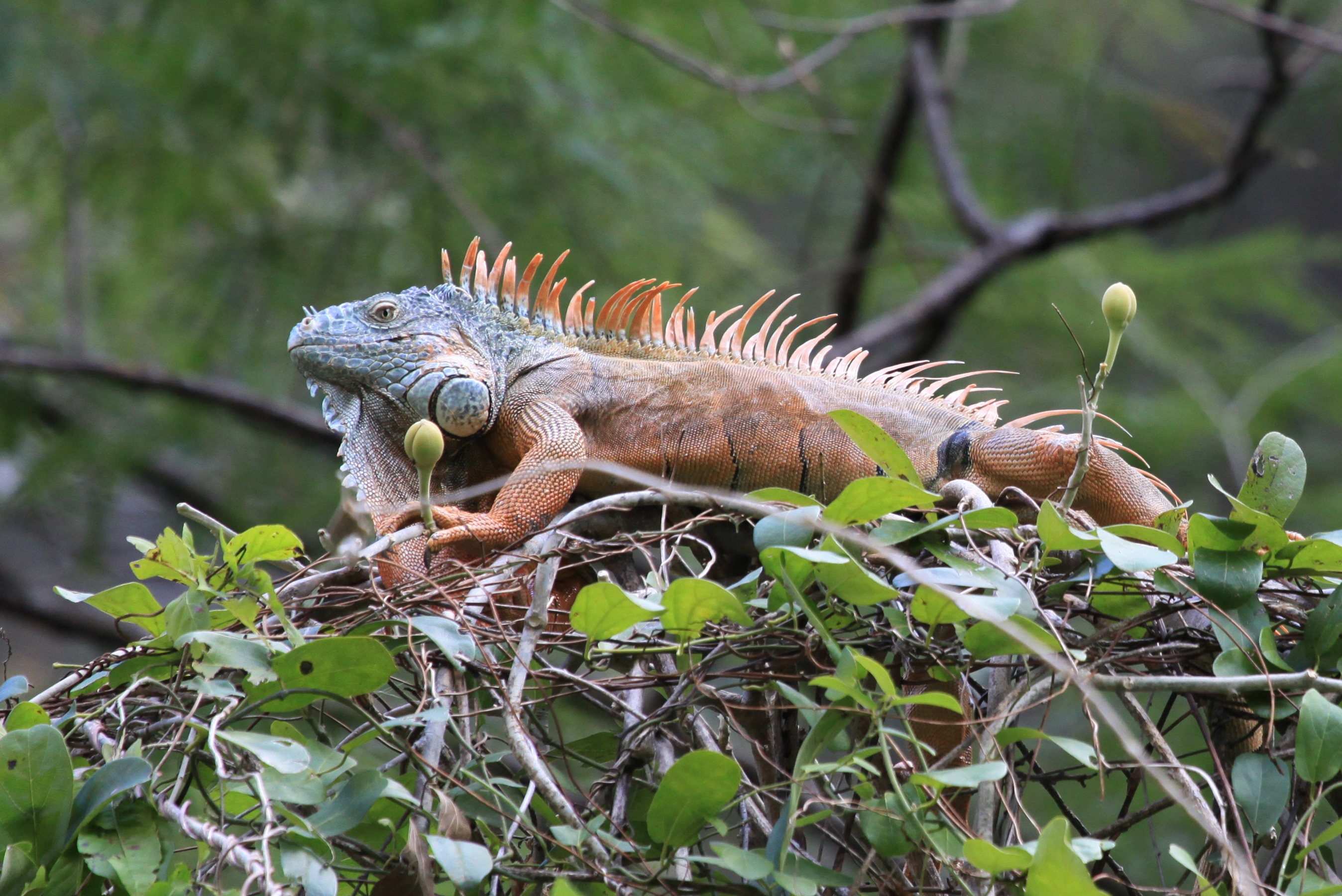
Macho con tonalidad naranja durante la época de apareamiento.

También se caracterizan por un gran repliegue debajo de la barbilla similar a una papada y son conocidas por sus espectaculares exhibiciones en los rituales de defensa y cortejo, en los que levantan el cuerpo mientras agitan con fuerza la cabeza de arriba abajo. Viven principalmente en regiones bastante húmedas, como la selva mexicana y brasileña, así como en otras regiones similares del planeta tierra.

### Dimorfismo sexual

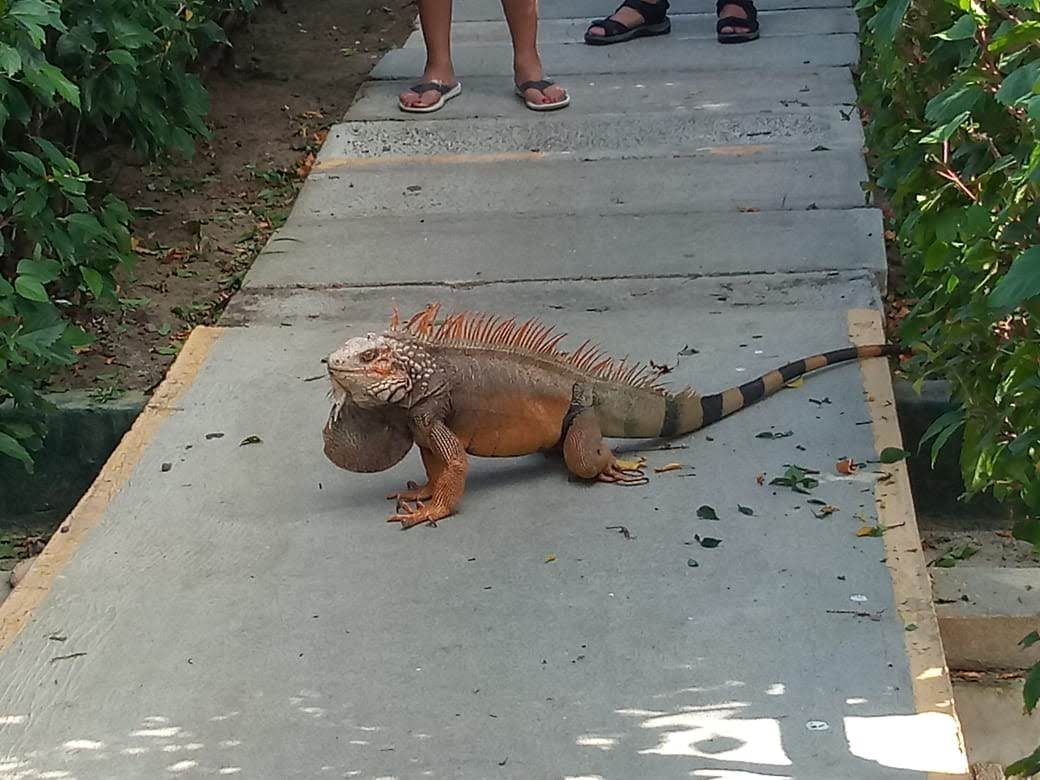
Una iguana macho (nótense la papada y la cresta, grandes y anaranjadas) en Panamá.

El macho se distingue de la hembra porque tiene una cresta más grande y protuberante, la cabeza es corta y no tan alargada. Tienen unas glándulas a nivel de su membrana subtimpánica que en la madurez sexual empiezan a crecer y se notan los bultos.
La papada suele ser más grande en los machos. Los poros femorales, protuberancias que van por abajo de sus piernas, son más marcados que en la hembra. Además, tienen dos bultos en la zona de la cloaca que son los hemipenes.
Los machos también tienden a cambiar a un color naranja en época de apareamiento. Esto, aunque tampoco es una característica exclusiva de los machos, su color es más brillante y fuerte que en las hembras. La época de apareamiento es diferente en cada región del mundo; está regida por temperaturas, humedad y radiación solar, que hacen que entren en la época de celo.

## Distribución y hábitat
Las iguanas viven en zonas de vegetación espesa y en altura (manglares, selvas, pastizales, riberas de ríos, acahuales...), donde la temperatura media anual es de 27-28 °C y la humedad ambiente es superior al 70 %. Son animales fundamentalmente arborícolas, es decir, que pasan la mayor parte del tiempo en los árboles, y lo hacen gracias a sus fuertes garras y su larga cola.

## Subespecies

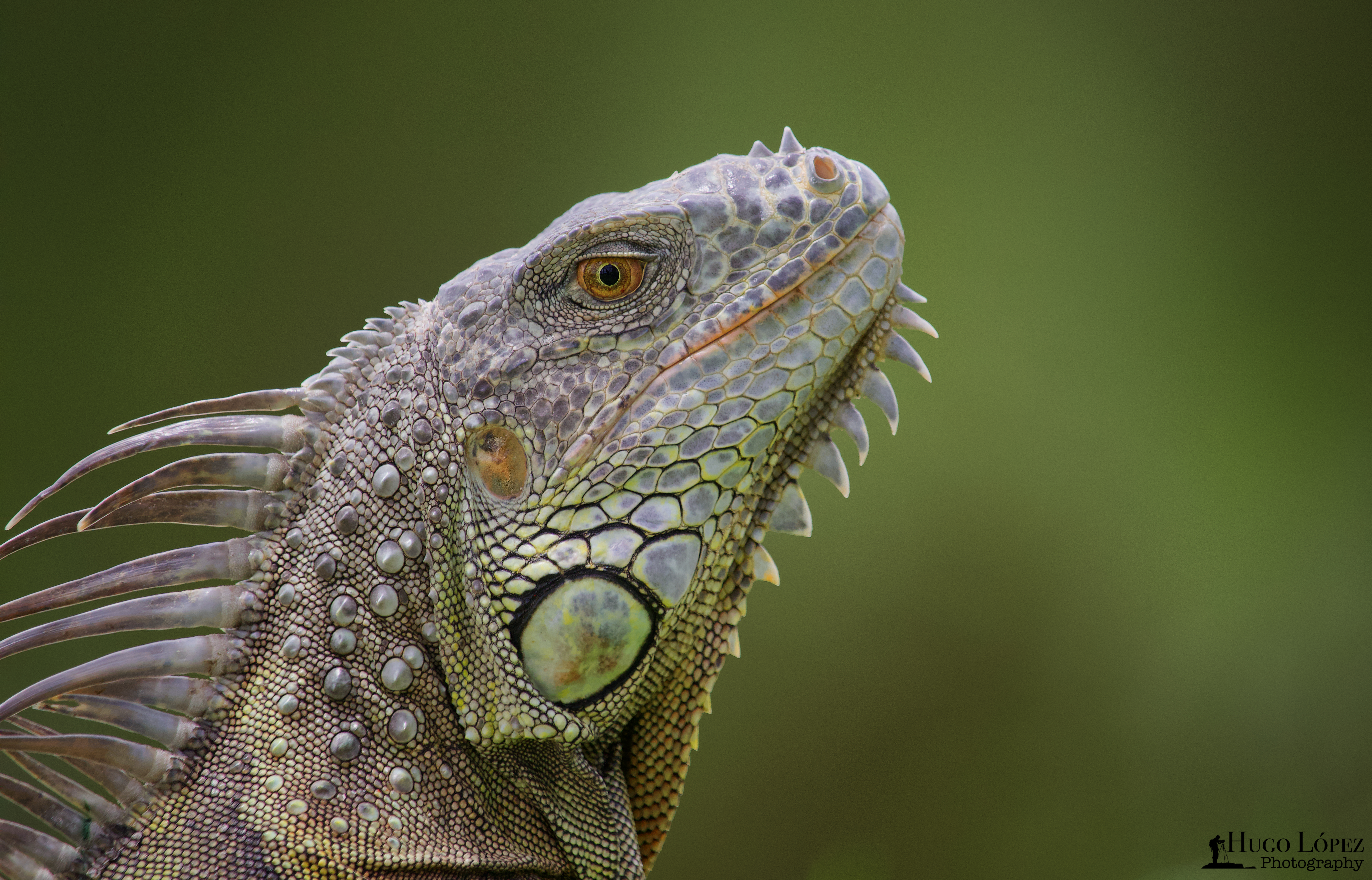
Iguana verde en Florida

Esta especie es subdividida en cuatro subespecies:
- Iguana iguana iguana (Linnaeus, 1758). Habita en América del Sur y las Antillas.
- Iguana iguana insularis (Breuil, Vuillaume, Schikorski, Krauss, Morton, Haynes, Daltry, Corry, Gaymes, Gaymes, Bech, Jelić & Grandjean, 2019). Bequia, San Vicente y las Granadinas, Islas Granadinas.[3]
- Iguana iguana melanoderma (Breuil, Schikorski, Vuillaume, Krauss, Morton, Corry, Bech, Jelić & Grandjean, 2020). Antillas Menores, Montserrat, Saba.[4]
- Iguana iguana sanctaluciae (Breuil, Vuillaume, Schikorski, Krauss, Morton, Haynes, Daltry, Corry, Gaymes, Gaymes, Bech, Jelić & Grandjean, 2019). Santa Lucía, Indias Occidentales.[3]

Los taxones pueden ser separados según la cantidad de «cuernos» en el hocico.

## Comportamiento
Al ser reptiles, son de sangre fría, con lo que con los primeros rayos de sol, suben a las ramas más altas para alcanzar la temperatura óptima «operativa», aproximadamente entre 28-35 °C. Acto seguido se dedican a la búsqueda de alimento, sobre todo hojas (son folívoros), brotes tiernos y alguno que otro fruto, la mayoría de estos los consiguen sin bajar de los árboles, aunque en ocasiones pueden bajar, bien para comer frutos maduros, para poner huevos (en madrigueras que excavan en el suelo) o bien para huir de algún depredador (las iguanas prefieren vivir cerca de ríos para así zambullirse desde el árbol en caso de peligro, pudiendo estar sumergidas durante lapsos de tiempo de hasta 15 minutos).
Las iguanas son animales bastante solitarios y sólo viven en comunidad mientras dura el periodo de celo y reproducción, durante el cual se juntan en grupos de unos 5 a 8 miembros, formados por un macho dominante, varias hembras, y ejemplares jóvenes. Como vemos se forma una jerarquía en la cual el macho dominante tiene mayores privilegios (sobre las hembras, lugar para tomar el sol, etc.). Suelen estar siempre alerta ayudándose unas a otras en la difícil tarea de vigilancia continua. Sus principales enemigos (además del hombre), son los felinos, serpientes y aves de presa (el zanate que se alimenta de crías, el tejón, el mapache que destruye sus nidos para alimentarse de los huevos, la boa, incluso perros y gatos domésticos).

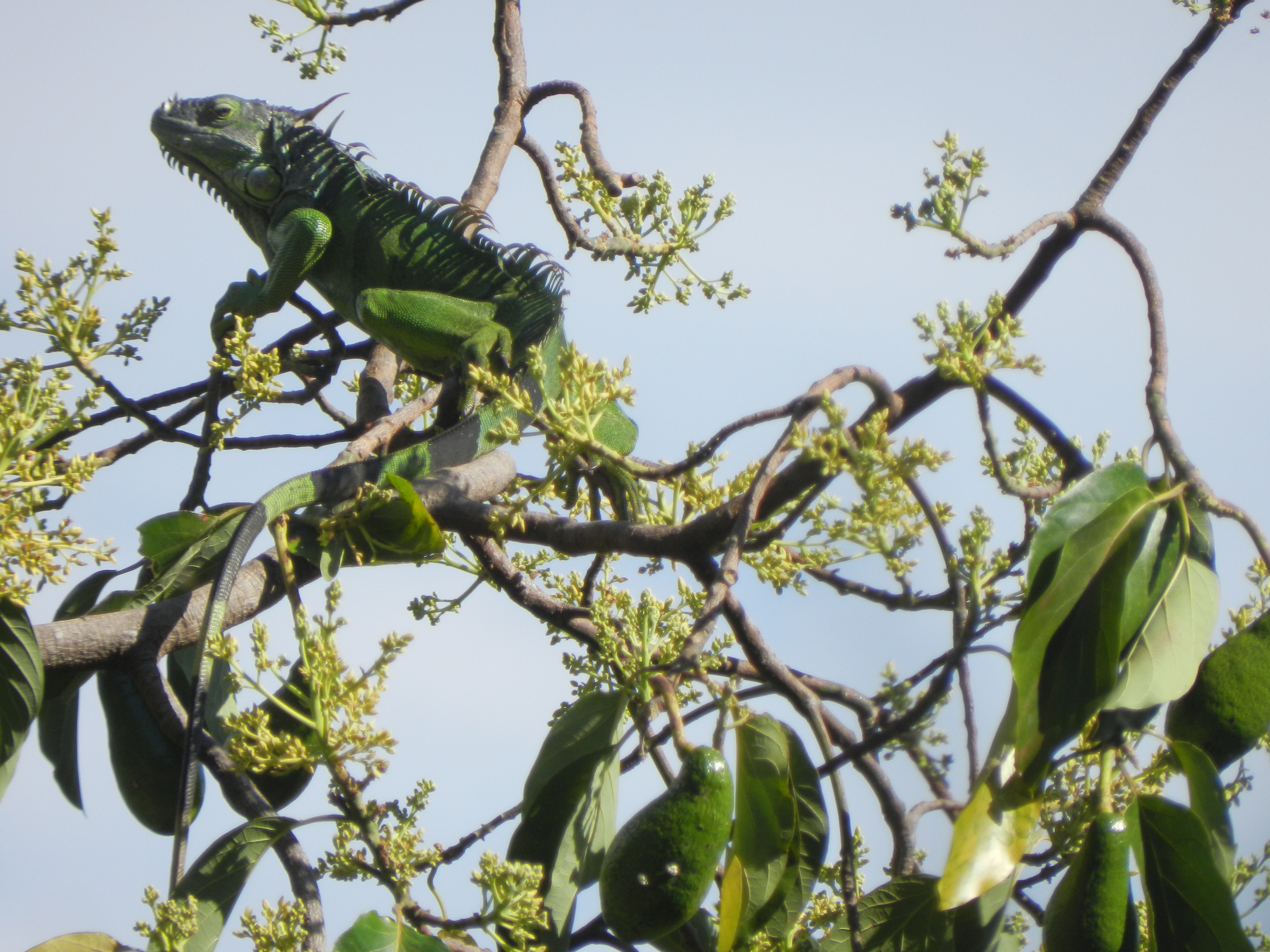
Iguana iguana (garrobo lapo en Nicaragua) en el tope de un árbol de aguacate. El Crucero, Managua, Nicaragua.

Las iguanas jóvenes prefieren situarse en una altura baja-media del bosque donde el calor no es tan sofocante y la humedad es más elevada. Por el contrario, las iguanas adultas suelen ocupar las copas altas de los árboles donde el sol da con más intensidad y donde la humedad es menor.
Durante un periodo determinado de tiempo (que suele variar de unas regiones a otras), que normalmente va de diciembre a febrero, las iguanas entran en celo y centran toda su actividad en intentar aparearse. Los machos pelean por un territorio elevado y soleado. Las hembras observan a los machos y suelen elegir a aquel más grande o dominante. Tras este período, una hembra puede aparearse hasta con tres machos, y un macho puede embestir a una gran multitud de hembras. Al quedarse preñadas las hembras, tras dos meses de gestación, pelearán por un terreno donde realizar los túneles (de 25-50 cm de profundidad y de 7 a 15 m de largo) en los que depositar los huevos. Los huevos eclosionarán (romperán el cascarón) entre los 70 y 90 días dependiendo de las condiciones climáticas.
Las iguanas han sido siempre cazadas por los nativos de la zona (sobre todo el día de Pascua, en la que es el manjar por excelencia), aunque durante los últimos años son perseguidas con fines comerciales mediante perros adiestrados. El negocio peletero y de venta como animal de compañía han hecho peligrar su existencia hasta llegar a estar registradas en el apéndice II del CITES.
Las iguanas son animales diurnos, esto quiere decir que están activos únicamente por el día y duermen por la noche. Son animales que, a diferencia de perros y gatos, siguen una rutina diaria que suele ser inmutable (quizá sea por esto mismo por lo que odian los cambios y se estresan con facilidad). Pues bien, una iguana salvaje se despierta cuando sale el sol y busca un sitio soleado donde recostarse y calentarse hasta alcanzar la temperatura apropiada para moverse con facilidad y buscar alimento. Así permanecen más o menos hasta mediodía, es entonces cuando se dedican a la búsqueda de forraje, flores, hojas, brotes tiernos, frutos suaves, etc. Tras comer lo suficiente, buscan de nuevo un sitio soleado donde permanecer recostadas y digerir el alimento. Al atardecer, buscan un sitio seguro donde esperar a que llegue la noche. Y así durante los 10 a 15 años que suelen vivir las iguanas salvajes.
Suelen utilizar la cola como látigo para su defensa ante animales relativamente más grandes.
Las iguanas son reptiles estrictamente herbívoros. En estado salvaje pueden llegar a comer pequeños insectos que los ingieren al comerse las hojas verdes, que es lo que les interesa; o cuando escasea la vegetación y ya han pasado días sin comer se les ha llegado a ver alimentándose de pequeños insectos o animales, cabe mencionar que esto es perjudicial para su salud.
A las iguanas se les encuentra viviendo en árboles cerca del agua, donde se introducen si son atacadas. Ágiles escaladoras, pueden caer al suelo de la selva (sobre el colchón orgánico) desde 10 m sin lastimarse, corriendo a gran velocidad inmediatamente.

## Conservación y amenazas

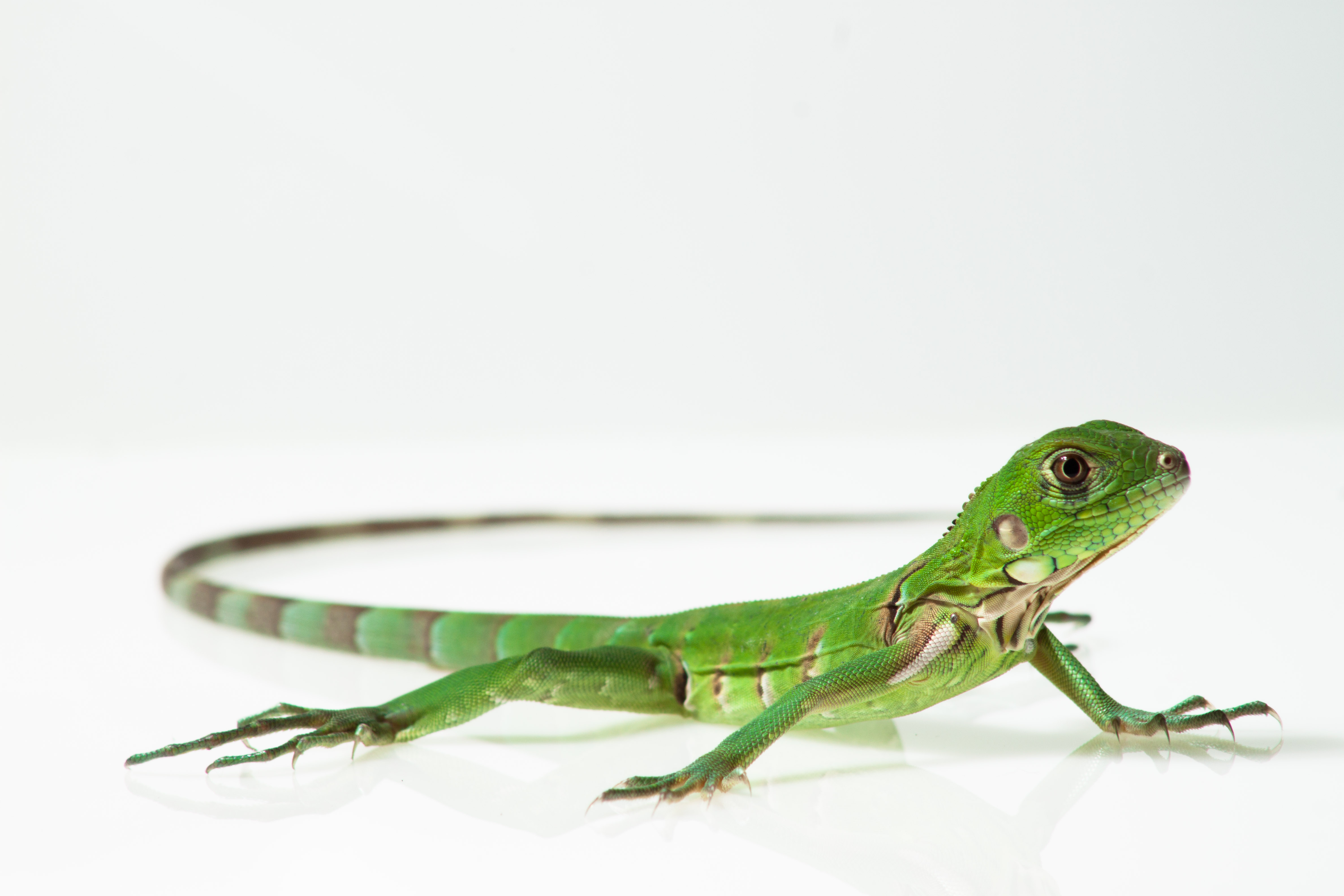
Juvenil de iguana verde.

Las poblaciones de iguana, se han visto disminuidas de manera significativa en todas sus latitudes de distribución, desde los estados de Sinaloa y Veracruz en México hasta Brasil y Paraguay, debido, principalmente a la caza sin control y a la destrucción paulatina de su hábitat. En México, los estados en donde se presenta mayor captura son Oaxaca, Guerrero, Campeche y Chiapas, donde sus poblaciones se han reducido drásticamente.

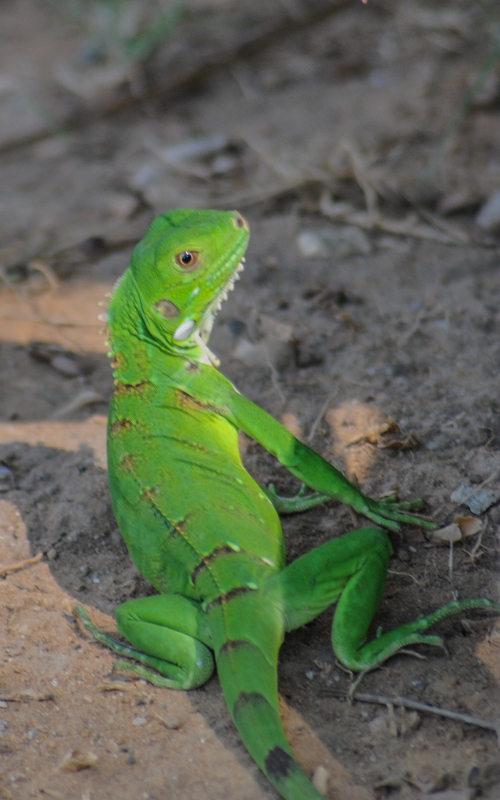
Joven Iguana a orillas del Lago de Maracaibo, Venezuela.

Estas acciones son el resultado del uso de las especies de iguanas por las comunidades locales en Latinoamérica como alimento de subsistencia. Además, ha representado una fuente importante de proteínas con alto valor nutricional en los trópicos de América desde hace cientos de años. La caza de iguanas se ve reflejada en numerosas culturas del Pacífico y América Central, donde es utilizada principalmente como alimento, consumiendo la carne y huevos por considerarse afrodisíacos y deliciosos prácticamente en todas las regiones donde habita, principalmente por la población rural.
Debido a su popularidad en el mercado de las mascotas y como alimento en países de América Latina, las iguanas están listadas en el Apéndice CITES II (Convención sobre el Comercio Internacional de Especies Amenazadas de Fauna y Flora Silvestres), lo que significa que su comercio debe de ser limitado y controlado.
En Puerto Rico, se estima que su número sobrepasa el de la población humana de ese país (casi 4 millones) y al ser ya un problema se está considerando establecer una industria para su captura y comercialización para exportarla a países centroamericanos donde su carne tiene gran demanda.

## Relación con el hombre
En Chiapas las iguanas se capturan por cientos durante la época de postura con un lazo, luego les abren los dedos para sacar los tendones y amarrar con ellos sus extremidades anteriores y posteriores, por encima del lomo. Para obtener los huevos, abren el vientre del reptil, halando los largos oviductos. Luego, el animal es arrojado, aún vivo, con el vientre abierto. En algunas partes del Golfo de México la caza de iguanas se realiza utilizando perros iguaneros adiestrados (con las orejas cortadas según la tradición) los cuales deben coger a las iguanas, pero sin comérselas. Un hombre sube a los árboles y las asusta, y éstas por instinto se lanzan a un río cercano o al suelo y es cuando estos perros las persiguen y atrapan.
Una vez capturada, la iguana es atada de sus extremidades por encima del lomo, para ello, jalan una de sus uñas con todo y tendón para insertarla en el tendón de la falange en la extremidad opuesta. Además, debido a su agresividad se les cose el hocico para evitar que muerdan durante el transporte.
En Colombia, especialmente en corregimientos del departamento del Cesar situados a orillas de ciénagas y ríos como lo son Barranca de Lebrija, Loma de Corredor, Puerto Patiño y Campo Amalia, se caza la iguana con otra finalidad diferente al de su consumo, utilizando sus restos como carnada para la pesca de nicuro y comelón, dos peces carnívoros que abundan en todo el sur del departamento.

### Cautiverio

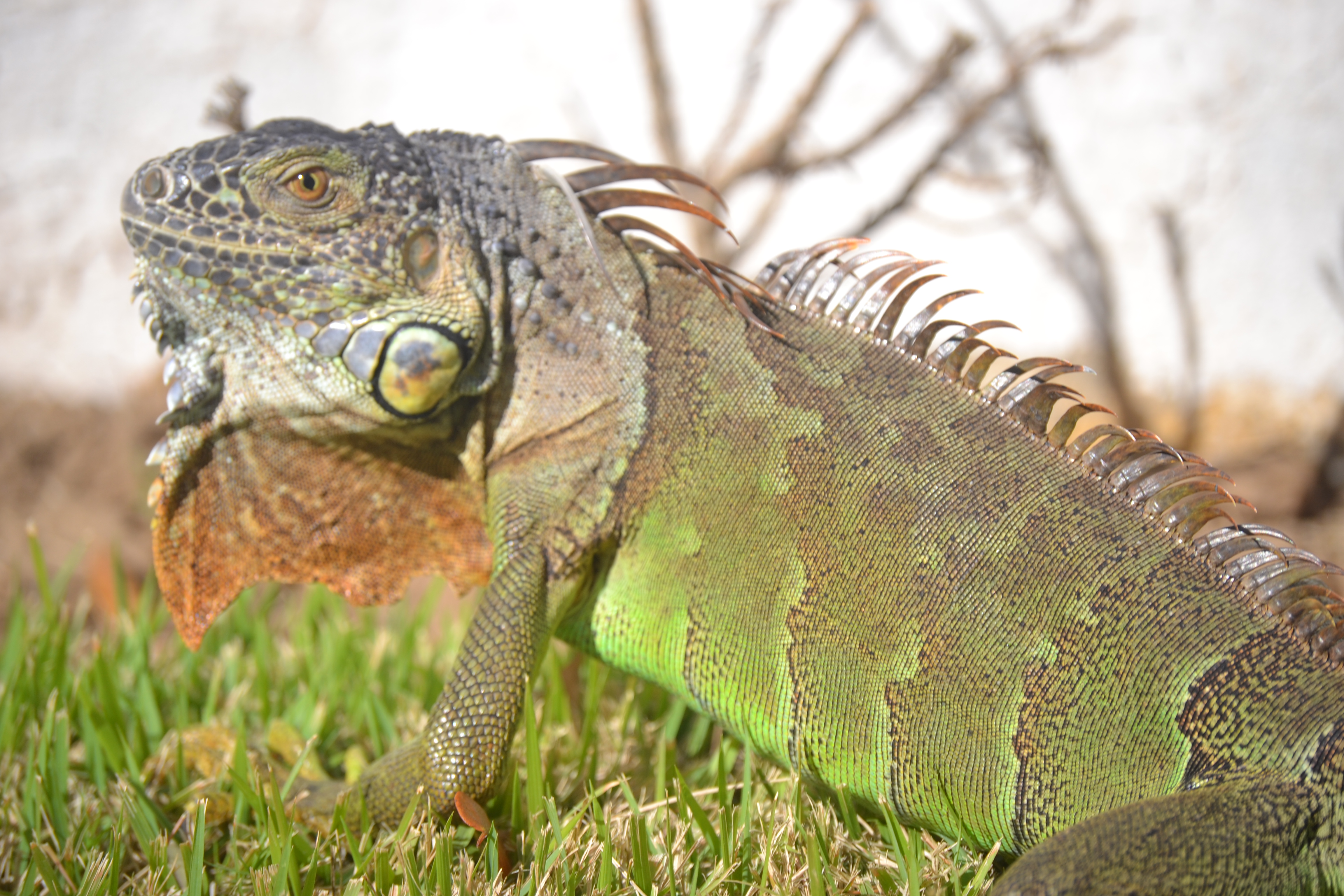
Un espécimen adulto de Iguana Verde macho que vive en un enorme jardín en la Cruz de Huanacaxtle, Nayarit.

Las iguanas verdes son utilizadas como mascotas exóticas, a pesar de necesitar cuidados especiales como un terrario, una temperatura adecuada, comida fresca diariamente, tomar el sol, disponer de iluminación UV. Puede transmitir la bacteria Salmonella.
La iguana verde es la más comercializada a pesar de ser muy territorial, a muchos no les importa y compran este tipo de reptil sin pensar en las consecuencias de la vida del animal, aun cuando consideren crear un hábitat artificial con todas las precauciones, cuidados y alimentación, nunca vivirá igual que en su hábitat natural.

### Gastronomía

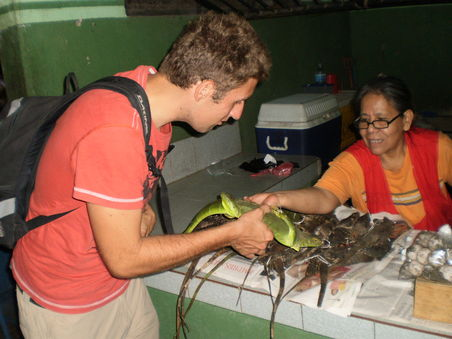
Aunque comer iguanas está prohibido en Nicaragua se venden iguanas vivas en los mercados.

Esta especie es muy codiciada en Panamá y departamentos del Caribe colombiano, donde es preparada su carne con leche de coco, siendo uno de los platos más apetecidos de la población de Fonseca en la La Guajira colombiana. En el departamento del Atlántico, son cazadas las hembras para retirarles los huevos dejándolas estériles. Estos son comercializados ilegalmente.
También es utilizada en sopas en Nicaragua para la llamada «sopa de garrobo». Son cazadas y vendidas en mercados de diferentes ciudades del país, es ilegal, pero el país no cuenta con leyes básicas que se pongan en reglamento.
Otro de los usos gastronómicos, es usar su carne en el sur de Veracruz (México), como ingrediente en el tamal, solo usan la carne de las iguanas adultas, ya que una joven posee poca carne. Este es cazado por su dulce sabor diferente que le da al tamal, pues se necesita solicitar un permiso temporal para la caza, porque son destazadas brutalmente, y les cortan su cabeza, sus patas y cola. Después son retiradas de su piel y empezadas a desmenuzar.

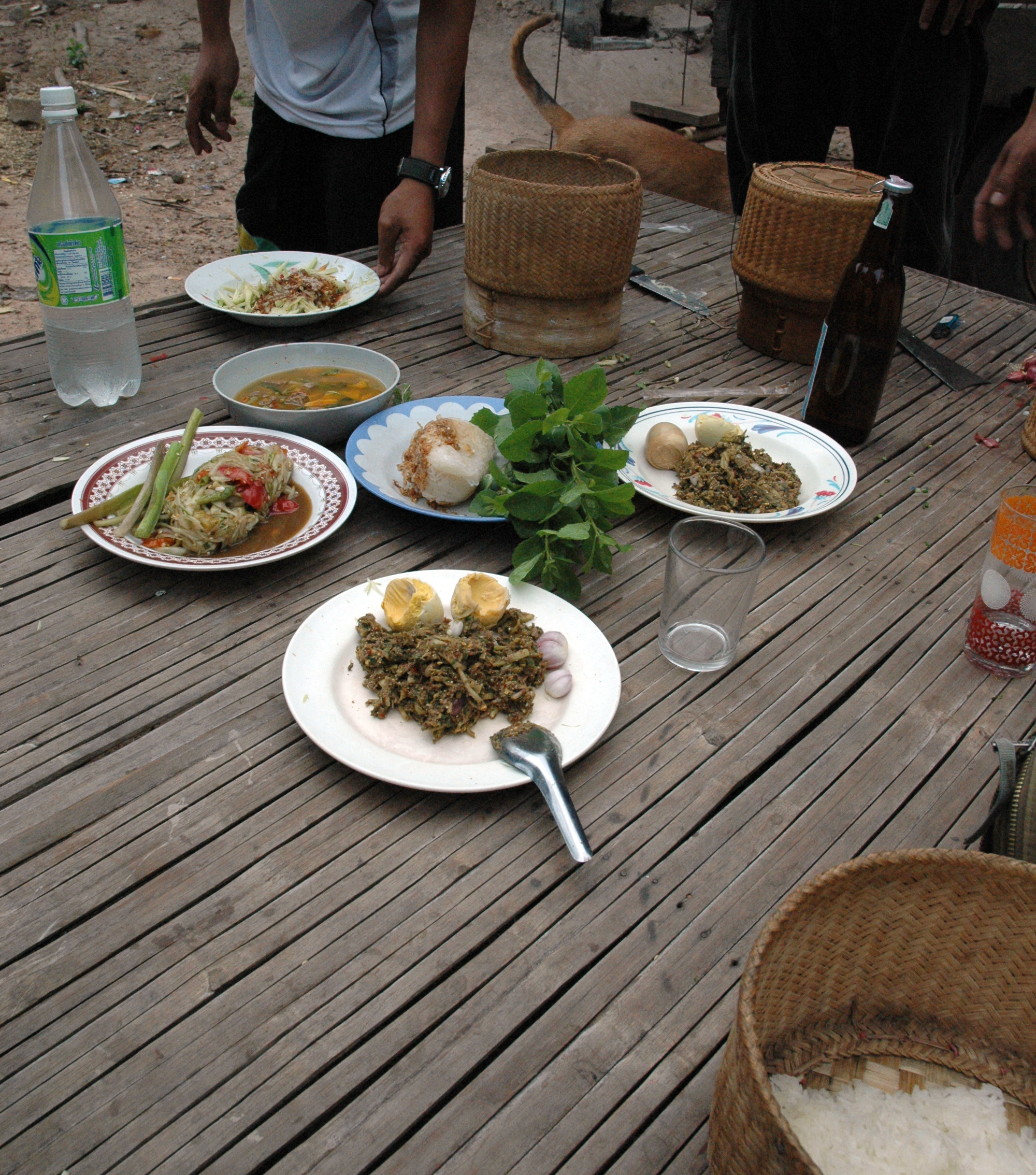
Alimentos a base de iguana verde.